# Знаки почтовой оплаты СССР (1955)
Зна́ки почто́вой опла́ты СССР (1955) — перечень (каталог) знаков почтовой оплаты (почтовых марок), введённых в обращение дирекцией по изданию и экспедированию знаков почтовой оплаты Министерства связи СССР в 1955 году.

## Список коммеморативных (памятных) марок
Порядок следования элементов в таблице соответствует номеру по каталогу марок СССР (ЦФА), в скобках приведены номера по каталогу «Михель».
| № по каталогу                          | Изображение | Описание и источники                                            | Номинал   | Дата выпуска         | Тираж     | Художник                                 |
| -------------------------------------- | ----------- | --------------------------------------------------------------- | --------- | -------------------- | --------- | ---------------------------------------- |
| (ЦФА [АО «Марка»] № 1800) (Mi #1749)   |             | Авиапочта: - Самолёт над тайгой.                                | 2,00 руб. | 2 марта 1955 года    | 2 000 000 | Евгений Гундобин                         |
| (ЦФА [АО «Марка»] № 1800А) (Mi #1749C) |             | Авиапочта: - Самолёт над тайгой.                                | 2,00 руб. | 2 марта 1955 года    | 2 000 000 | Евгений Гундобин                         |
| (ЦФА [АО «Марка»] № 1855) (Mi #1795)   |             | 150-летие со дня смерти скульптора Ф. И. Шубина: - Автопортрет. | 0,40 руб. | 22 декабря 1955 года | 500 000   | Оформление коллектива художников Гознака |
| (ЦФА [АО «Марка»] № 1856) (Mi #1796)   |             | 150-летие со дня смерти скульптора Ф. И. Шубина: - Автопортрет. | 1,00 руб. | 22 декабря 1955 года | 1 000 000 | Оформление коллектива художников Гознака |

## Восьмой выпуск стандартных марок (1948—1958)
В 1955 году продолжена эмиссия стандартных марок восьмого выпуска (1948—1958): были переизданы марки, повторяющие рисунки предыдущего (седьмого) стандартного выпуска, выполненные Василием Завьяловым, однако были несколько изменены цвета и номиналы: «Шахтёр в забое» — 15 копеек, «Колхозница со снопом» — 20 копеек, «Учёный у микроскопа» — 30 копеек. Марки печатались офсетным способом. По сравнению с марками восьмой серии, поступившими в обращение в 1949 году, уменьшен размер рисунка.
Порядок следования элементов в таблице соответствует номеру по каталогу марок СССР (ЦФА), в скобках приведены номера по каталогу «Михель».
| № по каталогу                              | Изображение | Описание и источники                                      | Номинал   | Дата выпуска     | Тираж    | Художник         |
| ------------------------------------------ | ----------- | --------------------------------------------------------- | --------- | ---------------- | -------- | ---------------- |
| (ЦФА [АО «Марка»] № 1379-I) (Mi #1331-II)  |             | Шахтёр в забое (рисунок 14,25×21 мм).                     | 0,15 руб. | август 1955 года | массовый | Василий Завьялов |
| (ЦФА [АО «Марка»] № 1380-I) (Mi #1332-IIc) |             | Колхозница со снопом, серо-зелёная (рисунок 14,25×21 мм). | 0,20 руб. | август 1955 года | массовый | Василий Завьялов |
| (ЦФА [АО «Марка»] № 1382-БI) (Mi #1334-IV) |             | Учёный у микроскопа (рисунок 14,25×21,0 мм).              | 0,30 руб. | 1955 год         | массовый | Василий Завьялов |

## Комментарии
1. ↑  Ниже приведён перечень памятных художественных марок (с возможностью сортировки по номиналу, тиражу и дате введения в обращение).
2. ↑  Авиапочта: самолёт над тайгой, серо-зелёная. Глубокая печать, перфорирована: комбинированная гребенчатая зубцовка 12:12½ (на каждые 2 сантиметра края марки приходится 12:12½ зубцов). В марочных листах 72 (12×6) марок[2][6][7].
3. 1 2  Суммарный тираж разновидностей марок  (ЦФА [АО «Марка»] № 1800) и  (ЦФА [АО «Марка»] № 1800А)[6].
4. ↑  Авиапочта: самолёт над тайгой, серо-зелёная. Глубокая печать, перфорирована: линейная зубцовка 12½ (на каждые 2 сантиметра края марки приходится 12½ зубцов). В марочных листах по 72 (12×6) марок[2][6][7].
5. ↑  «150-летие со дня смерти скульптора Ф. И. Шубина»: автопортрет, многоцветная, фон зелёно-коричневый. Офсетная печать, перфорирована: линейная зубцовка 12½ (на каждые 2 сантиметра края марки приходится 12½ зубцов). В марочных листах по 100 (10×10) и 90 (9×10) марок. Встречается разновидность марки  (ЦФА [АО «Марка»] № 1855А) на голубоватом фоне[2][8][9].
6. ↑  Суммарный тираж разновидностей марок  (ЦФА [АО «Марка»] № 1855) и  (ЦФА [АО «Марка»] № 1855А)[8].
7. ↑  «150-летие со дня смерти скульптора Ф. И. Шубина»: автопортрет, многоцветная, фон зелёно-коричневый. Офсетная печать на бумаге с цветным фоном, перфорирована: линейная зубцовка 12½ (на каждые 2 сантиметра края марки приходится 12½ зубцов). В марочных листах по 100 (10×10) и 90 (9×10) марок. Встречается разновидность марки  (ЦФА [АО «Марка»] № 1856А) на розовом фоне[2][8][9].
8. ↑  Суммарный тираж разновидностей марок  (ЦФА [АО «Марка»] № 1856) и  (ЦФА [АО «Марка»] № 1856А)[8].
9. ↑  Ниже приведён перечень стандартных марок (с возможностью сортировки по номиналу, тиражу и дате введения в обращение).
10. ↑  Шахтёр в забое, серая, тип II — малый размер рисунка (размер рисунка 14,25×21 мм). Штриховой офсет на простой бумаге, перфорирована: комбинированная гребенчатая зубцовка 12:12½ (на каждые 2 сантиметра края марки приходится 12:12½ зубцов). В марочных листах по 100 (10×10) экземпляров[12][13][14].
11. ↑  В каталоге Соловьёва указана дата начала эмисси — 1957 год, а в каталоге MICHEL-Sowjetunion — август 1955 года[13][14].
12. ↑  Колхозница со снопом, серо-зелёная — малый размер рисунка (14,25×21 мм). Штриховой офсет на простой бумаге, перфорирована: комбинированная гребенчатая зубцовка 12:12½ (на каждые 2 сантиметра края марки приходится 12:12½ зубцов). В марочных листах по 100 (10×10) экземпляров[12][13][14].
13. ↑  Учёный у микроскопа, коричневая, малый размер рисунка (14,25×21,0 мм), тип клише — III (два штриха на табличке). Штриховой офсет на простой бумаге, перфорирована: комбинированная гребенчатая зубцовка 12:12½ (на каждые 2 сантиметра края марки приходится 12:12½ зубцов). В марочных листах по 100 (10×10) экземпляров[12][13][14].
14. ↑  Точная дата начала эмиссии не указана в каталогах[13][14].